# Casting

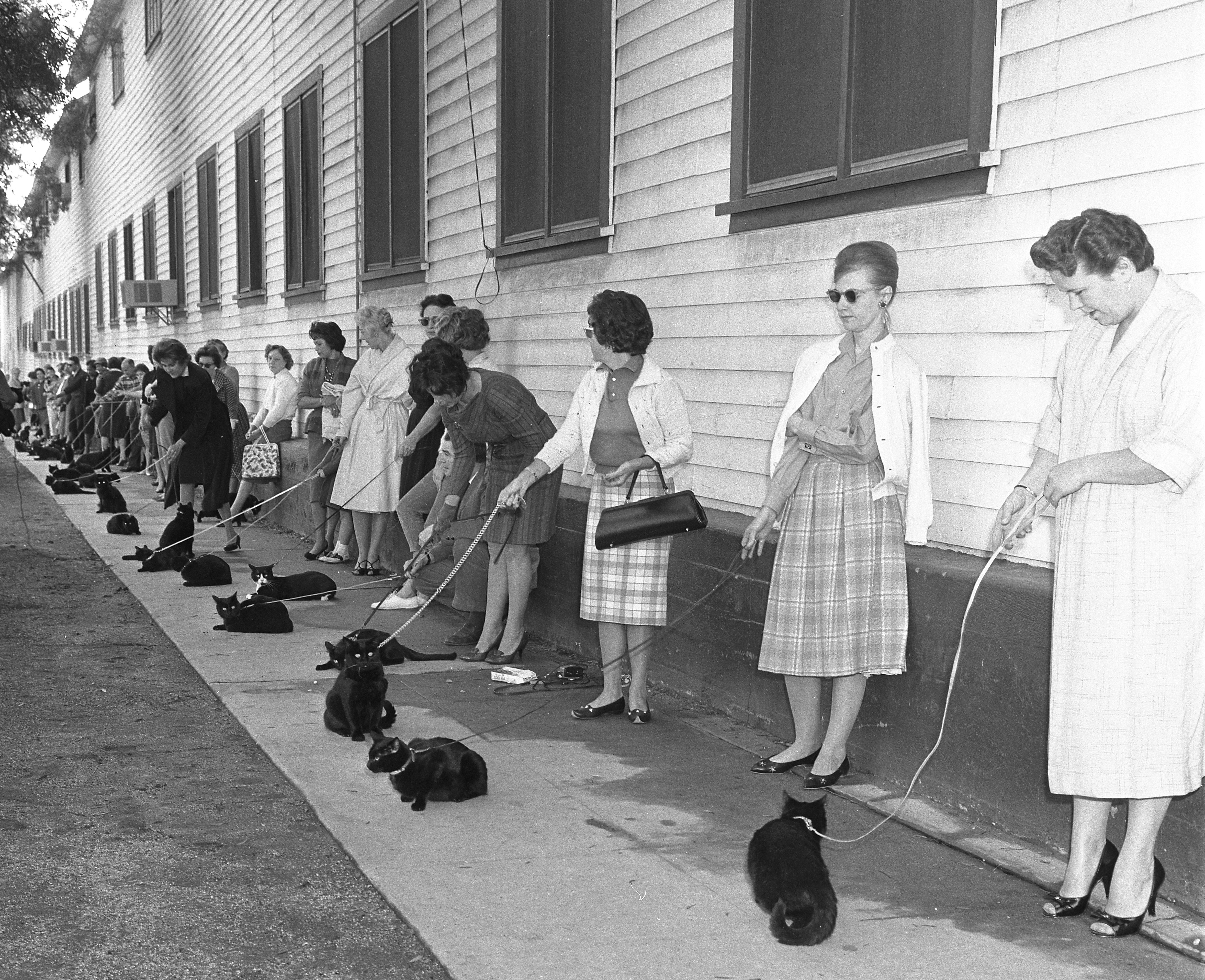
Castin para gatos negros, Los Ángeles, 1961, para la película de Roger Corman Tales of Terror.

Casting (voz inglesa) o castin, en cine, televisión, teatro, etc., es el proceso de selección del reparto o elenco de una película o de los participantes en un espectáculo (actores, modelos, presentadores, entre otros cargos similares). Habitualmente, en esta selección todos los candidatos para un trabajo han de interpretar un mismo papel propuesto por los seleccionadores, lo que permite hacer comparaciones y elegir al intérprete más apropiado. Audición es el proceso de selección de los actores para una obra.
De manera errónea se usa el término casting también para el equipo resultante de actores que intervienen en la obra escénica. El término inglés correcto es cast, y en español es reparto o elenco. Escriturar es contratar un actor para una actuación.
Cuando se buscan actores, modelos, etc. que tengan algo especial, en medios profesionales suele denominarse typecasting. Este término también se aplica al encasillamiento en un tipo de papel que sufren algunos actores, a menudo de manera intencional (como el caso de los actores de carácter o de género).

## Proceso de audición
El proceso de castin implica una serie de pruebas antes de que un actor sea elegido definitivamente. En las primeras etapas los intérpretes, a menudo, pueden presentar o se les presentan piezas de audición preparadas previamente como monólogos, canciones, coreografías, o una separata de guion, entre otros. Estas piezas de audición se pueden grabar en vídeo como pruebas de cámara, para luego compartirlas con productores, directores y estudios. Un actor puede pasar por varias convocatorias antes de recibir un papel y aunque actores ya famosos a menudo aún atraviesan por este proceso, algunos pueden ser elegidos por el director sin que necesariamente hayan tenido que pasar por las pruebas.

## Director de audiciones
Para algunas grandes producciones, el proceso de selección de un actor o actriz puede requerir a veces un equipo especializado. Mientras que la última palabra la tiene la gente que está a cargo, artística y producción, el casting director o CD en inglés —y a veces el casting associate— está a cargo del trabajo diario que comprende el proceso durante la preproducción. Un director de castin es asistido a veces por el casting associate; producciones con un gran número de extras pueden tener su propio director de castin de extras.
El director de castin actúa de unión entre el director, los actores, sus agentes y el estudio para obtener los personajes para el guion. Algunos directores de castin construyen una carrera impresionante trabajando en numerosas producciones de Hollywood, como Mary Jo Slater, Mary Selway, Lynn Stalmaster, April Webster, John Desiderata, Tammara Billik, Marci Liroff, John Lyons, Bill Dance, Avy Kaufman y Mindy Marin.
Al menos en las primeras fases y por los extras, las audiciones pueden estar descentralizadas geográficamente, a veces al mismo tiempo que las grabaciones en diferentes localizaciones. Otra razón es la de representar a todos los mercados en el caso de que sea una coproducción internacional. Sin embargo, para los personajes importantes, la elección de una o más personas bellas, cuya presencia es de enorme importancia comercial, puede ser mejor ponerse en contacto directo con los actores.
La lista resultante de actores se llama lista de reparto.

## Pruebas especiales de casting
En el teatro, debido a la complejidad de algunos roles actorales, se desarrollan tipos de pruebas de casting especiales, algunas de ellas son:
Prueba de improvisación: En estas pruebas, se pide a los actores que realicen una escena sin guion o que respondan a una situación inesperada.
Este tipo de prueba evalúa la habilidad del actor para pensar rápidamente, su creatividad y su capacidad para permanecer en el personaje bajo presión.
Prueba de caracterización: Similar a la Prueba de Tootsie, estas pruebas desafían a los actores a transformarse en un personaje específico, que podría ser muy diferente de ellos mismos. Esto puede implicar cambiar su voz, su postura, sus gestos y su forma de moverse para adaptarse al personaje.
Prueba de química: Esta prueba se utiliza cuando se selecciona a un par de actores que compartirán muchas escenas juntos, como una pareja romántica o una pareja de amigos. En estas pruebas, los actores realizan una escena juntos para ver cómo interactúan y si tienen una química convincente.
Prueba de lectura fría: En esta prueba, a los actores se les da un guion que no han visto antes y se les pide que lo interpreten. Esto pone a prueba su habilidad para comprender rápidamente un personaje y una escena y para interpretar con autenticidad con poco o ningún tiempo para prepararse.
Estos métodos de casting ponen a prueba diferentes habilidades y aspectos de la actuación, y se pueden usar en combinación para obtener una visión completa del talento y la versatilidad de un actor de teatro.
Prueba de tootsie: Es un tipo de castin basado en la película estadounidense de 1982 protagonizada por Dustin Hoffman que lleva el mismo nombre, la cual consiste en la transformación en mujer del actor postulante, independientemente del papel que vaya a desarrollar.Este tipo de prueba es un mecanismo eficaz para determinar la capacidad interpretativa del postulante y su habilidad para caracterizar personajes altamente complejos.
La Prueba de tootsie, aunque se inspira en una transformación de género dramática, se aplica de manera más amplia en la industria del casting para evaluar la versatilidad del actor, independientemente del papel en cuestión. Esta prueba no está reservada solo para roles que exigen una transformación de género. El principal objetivo es medir la habilidad interpretativa del actor y su capacidad para caracterizar personajes altamente complejos, independientemente de su naturaleza. La Prueba de tootsie es un recurso que los directores utilizan para juzgar la capacidad de los actores de teatro para asumir y desarrollar cualquier tipo de papel.